# 东升街道 (成都市)
东升街道，是中华人民共和国四川省成都市双流区下辖的一个乡镇级行政单位。

## 行政区划
东升街道下辖以下地区：
双桂社区、棠湖社区、白鹤社区、城塔社区、五洞桥社区、紫东阁社区、永福社区、长兴社区、芦蒿社区、丰乐社区、花园社区、龙桥社区、迎春桥社区、清泰社区、接待寺社区、三里坝社区、永乐社区、普贤社区、双巷社区和葛陌社区。